# Skräck över Japan
Skräck över Japan (originaltitel: Sora no Daikaijū Radon) är en japansk film från 1956, regisserad av Ishiro Honda.

## Rollista (urval)
| Kenji Sahara   | – Shigeru Kawamura     |
| Yumi Shirakawa | – Kiyo                 |
| Akihiko Hirata | – Kyouichiro Kashiwagi |
| Akio Kobori    | – Nishimura            |
| Haruo Nakajima | – Rodan                |